# Tumminge von Domeneck

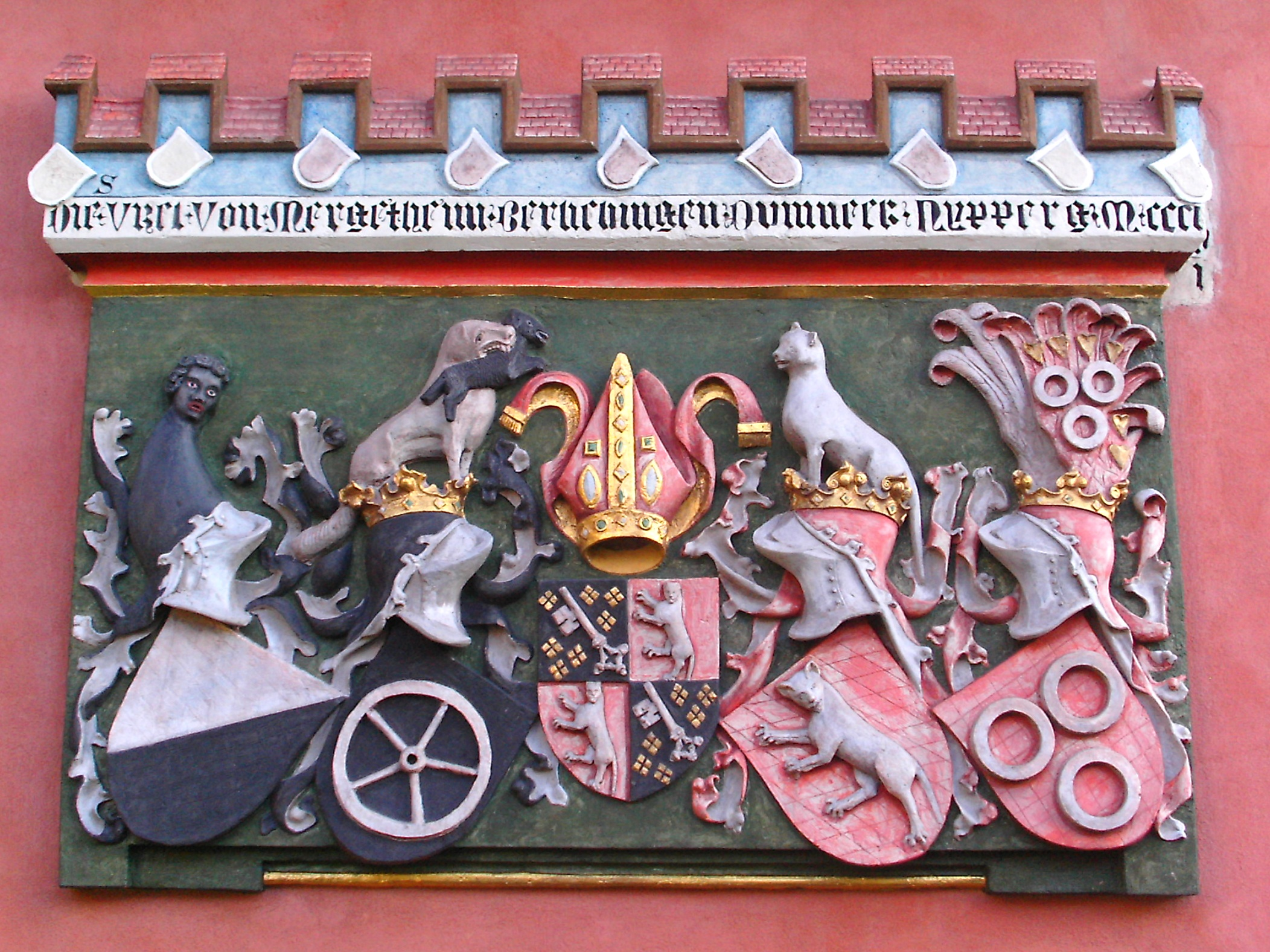
Wappenstein des Wormser Fürstbischofs Friedrich von Domeneck (mit ergänzenden Ahnenwappen), am Bischofshof zu Ladenburg, heutiges Lobdengau-Museum

Die Tumminge von Domeneck waren ein mittelalterliches Adelsgeschlecht mit Stammsitz auf Burg Domeneck bei Züttlingen.

## Geschichte
Die Herkunft der Familie und die Bedeutung des Beinamens Tumming  (auch Thümig, Dumming, Dumin und ähnliche Schreibweisen) sind unbekannt, doch scheint der Beiname auf denselben Wortstamm wie der Name des Stammsitzes Domeneck zurückzugehen, möglicherweise auf den bereits 846 erwähnten Ort Thuna auf Möckmühler Markung.
Die Tumminge von Domeneck wurden mit einem Heinrich im Jahr 1270 in den Urkunden des Klosters Seligental erstmals erwähnt. Sie waren Gefolgsleute der Herren von Weinsberg und wurden von diesen mit ihrem Stammsitz bei Züttlingen sowie mit weiteren Gütern in Siglingen, Oberkessach, Baumerlenbach und weiteren Orten belehnt. 1415 verkaufte Friedrich Tumyng seinen Anteil an Baumerlenbach an Hohenlohe. 1418 veräußerte er seinen Hof in Hagenbach und seinen Teil von Korb an Götz von Berlichingen, der Friedrich noch auf Lebenszeit ein Nutzungsrecht für den Hof in Hagenbach einräumte. Nach dem Tod von Poppo von Domeneck um 1420 kam ein Großteil von dessen Besitztümern, darunter auch der Stammsitz auf Burg Domeneck, an Engelhard von Berlichingen, der mit der Schwester Poppos verheiratet war. Der Letzte des Geschlechts war der Wormser Bischof Friedrich von Domeneck, mit dessen Tod am 1. Mai 1445 die Familie erlosch.